# Ingrid Pabinger-Fasching
Ingrid Pabinger-Fasching (* 6. September 1956 in Linz, Oberösterreich) ist eine österreichische Ärztin und Wissenschaftlerin.

## Werdegang
Nach der Matura in Linz studierte Pabinger-Fasching an der Universität Wien Medizin und trat nach Abschluss ihres Studiums in der Medizinischen Klinik I dieser Universität ein. Sie habilitierte 1991 an der Universität Wien auf dem Gebiet der Inneren Medizin und beschäftigt sich mit der Hämostaseologie (Blutgerinnung). Ihre wissenschaftlichen Schwerpunkte sind die Hämophilie (Bluterkrankheit), weiter die Erforschung der Grundlagen und Risikofaktoren von Venenthrombosen und Lungenembolien und der Immunthrombozytopenie. Während ihrer Ausbildung absolvierte sie mehrere Forschungsaufenthalte im Forschungslabor von Rogier M. Bertina in Leiden.
Ingrid Pabinger-Fasching war Professorin für Hämostaseologie an der MUW und stellvertretende Leiterin der Klinischen Abteilung für Hämatologie und Hämostaseologie sowie Leiterin der Gerinnungsambulanz am AKH Wien.
Von 2002 bis 2007 war sie Mitglied des österreichischen Fachhochschulrates, 2007 bis 2011 Vorsitzende der deutsch-österreichisch-schweizerischen Gesellschaft für Thrombose- und Hämostaseforschung, seit 2010 ist sie im Senat der Medizinischen Universität Wien.
2021 trat sie in den Ruhestand, ist aber weiterhin an der Med. Universität tätig.

## Auszeichnungen
- 2009: Kulturpreis des Landes Oberösterreich in der Kategorie Naturwissenschaften.
- 2024: Virchowpreis des Aktionsbündnisses Thrombose[2]